# Dysoxylum seemanni
Dysoxylum seemanni är en tvåhjärtbladig växtart som beskrevs av John Wynn Gillespie. Dysoxylum seemanni ingår i släktet Dysoxylum och familjen Meliaceae. Inga underarter finns listade i Catalogue of Life.